# Liste der Kulturdenkmale in Balgheim
In der Liste der Kulturdenkmale in Balgheim sind alle Bau- und Kunstdenkmale der Gemeinde Balgheim verzeichnet, die im „Verzeichnis der unbeweglichen Bau- und Kunstdenkmale und der zu prüfenden Objekte“ des Landesamts für Denkmalpflege Baden-Württemberg verzeichnet sind.
Diese Liste ist nicht rechtsverbindlich. Eine rechtsverbindliche Auskunft ist lediglich auf Anfrage bei der Unteren Denkmalschutzbehörde des Landkreises Tuttlingen erhältlich.

## Allgemein
- Bild: Zeigt ein ausgewähltes Bild aus Commons, „Weitere Bilder“ verweist auf die Bilder im Medienarchiv Wikimedia Commons.
- Bezeichnung: Nennt den Namen, die Bezeichnung oder die Art des Kulturdenkmals.
- Lage: Straßenname und Hausnummer oder Flurstücknummer des Kulturdenkmals, gegebenenfalls auch den Ortsteil. Die Grundsortierung der Liste erfolgt nach dieser Adresse. Der Link (Karte) führt zu verschiedenen Kartendiensten mit der Position des Kulturdenkmals. Fehlt dieser Link, wurden die Koordinaten noch nicht eingetragen. Sind diese bekannt, können sie über ein Tool mit einer Kartenansicht einfach nachgetragen werden. In dieser Kartenansicht sind Kulturdenkmale ohne Koordinaten mit einem roten bzw. orangen Marker dargestellt und können durch Verschieben auf die richtige Position in der Karte mit Koordinaten versehen werden. Kulturdenkmale ohne Bild sind an einem blauen bzw. roten Marker erkennbar.
- Datierung: Baubeginn, Fertigstellung, Datum der Erstnennung oder grobe zeitliche Einordnung entsprechend des Eintrags in der zuständigen Denkmaldatenbank (Landesamt für Denkmalpflege Baden-Württemberg).
- Beschreibung: Kurzcharakteristik des Kulturdenkmals.

## Kulturdenkmale in  Balgheim
| Bild | Bezeichnung                                        | Lage                                      | Datierung       | Beschreibung | ID |
| ---- | -------------------------------------------------- | ----------------------------------------- | --------------- | --- | -- |
|      | Einhaus                                            | Balgheim, Bahnhofstraße 2 (Karte)         |                 | Prüffall | BW |
|      | „Mathäsens Kreuz“                                  | Balgheim, Burghaldenweg                   | um 1900         | Holzkreuz mit Korpus und weiß-blauer Farbgebung Geschützt nach § 2 DSchG |    |
|      | Sebastianskapelle                                  | Balgheim, Burghaldenweg (Karte)           | 1687            | Kleine, eingeschossige Feldkapelle mit Satteldach, 1894 grundlegend renoviert. 1988 transloziert (ursprünglicher Standort an der B 14), Ausstattung und Figuren von Karl Kuolt, Spaichingen, Ausmalung ursprünglich von Kunstmaler Martin, München, 1907 erneuert durch Maler Rauch aus Bad Saulgau. Geschützt nach § 2 DSchG                                              | BW |
|      | „Hohes Kreuz“                                      | Balgheim, Breitensteigäcker               | 1947            | Wegkreuz mit Korpus (Kopie einer Figur aus dem 17. Jh.) Geschützt nach § 2 DSchG |    |
|      | Gefallenendenkmal                                  | Balgheim, Friedhofstraße                  | 1918            | Denkmal für die Gefallenen des 1. Weltkriegs, drei Sandsteintafeln mit Abbildungen des auferstandenen Christus (Mitte), St. Michael (links) und St. Georg (rechts), 1991 neu aufgesetzt. Geschützt nach § 2 DSchG |    |
|      | „Kastanienbaumkreuz“                               | Balgheim, bei Friedhofstraße 2 (Karte)    | 2004            | Holzkreuz mit Korpus (um 1875) Geschützt nach § 2 DSchG | BW |
|      | Katholische Pfarrkirche Mariä Himmelfahrt Balgheim | Balgheim, Hauptstraße 2 (Karte)           | 1702-1709       | mit ehem. Kirchhof und ehem. Friedhofsmauer, einschließlich historischer Ausstattung und Zubehör. Chor und Langhaus erbaut durch Ambrosius Linner, Möhringen, Tonnengewölbe mit Stuck von Ulrich Schweizer, Deggingen, Turm teilw. mittelalterlich, Westfassade aus Buntsandstein von 1875, Glasfenster aus dem 19. Jh. von Franz Xaver Zettler. Geschützt nach § 12 DSchG | BW |
|      | Lourdesgrotte                                      | Balgheim, bei Hauptstraße 2               |                 | Geschützt nach § 2 DSchG |    |
|      | Brunnen                                            | Balgheim, bei Hauptstraße 14 (Karte)      | 19. Jh.         | Gusseisener Brunnen mit rechteckigem Trog und Adler auf dem Stock. Geschützt nach § 2 DSchG | BW |
|      | Einhaus                                            | Balgheim, Hauptstraße 15 (Karte)          | im Kern 18. Jh. | Prüffall. Zweigeschossiges, quergeteiltes Einhaus mit Satteldach, mit Scheue und zwei Ställen. | BW |
|      | Einhaus                                            | Balgheim, Hauptstraße 17 (Karte)          | 18. Jh.         | Zweigeschossiges, quergeteiltes Einhaus mit Satteldach, mit Scheue, Schopf und Stall. Geschützt nach § 2 DSchG | BW |
|      | Einhaus                                            | Balgheim, Hauptstraße 19 (Karte)          | 19. Jh.         | Prüffall. Zweigeschossiges Einhaus mit Satteldach, mit Scheue, Schopf und Stall. | BW |
|      | Einhaus                                            | Balgheim, Hauptstraße 39 (Karte)          | 18. Jh.         | Zweigeschossiges Einhaus mit Satteldach, mit Scheue und Stall. Geschützt nach § 2 DSchG | BW |
|      | „Bergkreuzle“                                      | Balgheim, Hummelberg                      | 1931            | Fichtenkreuz ohne Korpus, renoviert 1943 und 1988 Geschützt nach § 2 DSchG |    |
|      | Rentamt                                            | Balgheim, Marienplatz 4 (Karte)           | 1825            | Herrschaftliches Amtshaus mit Scheuer und Fruchtkasten. Ehemals Rentamt des Hauses Waldburg-Zeil-Trauchburg, ab 1866 Bauernhaus, seit 1991 in Gemeindebesitz. Geschützt nach § 12 DSchG | BW |
|      | Brunnen                                            | Balgheim, bei Marienplatz 4 (Karte)       |                 | Gusseiserner Brunnen mit Marienfigur und acht Reliefs aus der griechischen Mythologie am Brunnenstock. Geschützt nach § 2 DSchG | BW |
|      | Bürgersaal                                         | Balgheim, Marienplatz 4/1 (Karte)         | 1839/40         | Ehemals herrschaftlicher Schaf- und Viehstall des Hauses Waldburg-Zeil-Trauchburg, ab 1866 Remise eines Bauernhauses, 1985 Umbau zum Bürgersaal. Geschützt nach § 2 DSchG | BW |
|      | Einhaus                                            | Balgheim, Mühlstraße 2 (Karte)            | 1795            | Zweigeschossiges Einhaus mit Satteldach, mit Scheune, Schopf und Stall. Geschützt nach § 2 DSchG | BW |
|      | Einhaus                                            | Balgheim, Mühlstraße 5 (Karte)            | 18./19. Jh.     | Zweigeschossiges Einhaus mit Satteldach, mit Scheune, Schopf und Stall. Geschützt nach § 2 DSchG | BW |
|      | Einhaus                                            | Balgheim, Mühlstraße 8 (Karte)            | 18./19. Jh.     | Prüffall. Zweigeschossiges Einhaus mit Satteldach, mit Scheune und Stall. | BW |
|      | Ehemaliger Farrenstall                             | Balgheim, Mühlstraße 26 (Karte)           | 19. Jh.         | Eingeschossig mit Satteldach, heute Wohnhaus. Geschützt nach § 2 DSchG | BW |
|      | „B14-Kreuz“                                        | Balgheim, Spaichinger Straße              | 1866/1868       | Eisenkreuz mit gegossenem Korpus auf Sandsteinsockel Geschützt nach § 2 DSchG |    |
|      | Einhaus                                            | Balgheim, Spaichinger Straße 2 (Karte)    | 18. Jh.         | Zweigeschossiges Einhaus mit Satteldach, mit Scheune, Schopf und zwei Ställen. Treppengiebel an der Weststeite. Geschützt nach § 2 DSchG | BW |
|      | Einhaus                                            | Balgheim, Spaichinger Straße 3 (Karte)    | 18. Jh.         | Prüffall. Zweigeschossiges Einhaus mit Satteldach, mit Scheune und Stall. Rückseitige Wiederkehr, Erdgeschoss unter heutigem Straßenniveau. | BW |
|      | Schloss                                            | Balgheim, Tuttlinger Straße 8, 10 (Karte) | 1865            | Zweigeschossiger Bau mit Satteldach, klassizistische Schmuckformen an Türen und Fenstern, mit Schlossgarten und Einfriedung. Geschützt nach § 12 DSchG | BW |